# 大平素子
牧野 素子（まきの もとこ、旧姓：大平 1979年5月23日 - ）は、日本のリポーター、テレビ埼玉（TVS）の番組ごごたま元アシスタント。東京都杉並区出身。文化女子大学付属杉並高等学校、文化女子大学短期大学部国際文化学科卒業。妹の大平直子は、チームジャビッツ21の2005、2006年度メンバーだった（現在、学業専念のため、活動休止中）。血液型はB型。
趣味は野球などのスポーツ観戦。
2008年11月9日に､広島東洋カープの牧野塁と婚約、婚姻届を出したと報道された｡

## 出演番組

### 過去
- HOME Jステーション（広島ホームテレビ）
- 秘湯ロマン（テレビ朝日）
- マリーンズナイター（千葉テレビ放送）
- ごごたま（テレビ埼玉）